# إد هوارد
إد هوارد (بالألمانية: Ed Howard) (و. 1960 – م) هو موسيقي، من الولايات المتحدة الأمريكية، ولد في واشنطن العاصمة.

## روابط خارجية
- إد هوارد على موقع ميوزك برينز (الإنجليزية)
- إد هوارد على موقع أول ميوزيك (الإنجليزية)
- إد هوارد على موقع ديسكوغز (الإنجليزية)